# Stazione di Yazaike
La stazione di Yazaike (谷在家駅?, Yazaike-eki) è una stazione di Tokyo del people mover Nippori-Toneri liner. La stazione è stata aperta nel 2008 e si trova nel quartiere di Adachi.

## Linee
Toei
● Nippori-Toneri liner

## Struttura
La stazione si trova su viadotto, con una banchina centrale a isola e due binari laterali.
| 1 | ● Nippori-Toneri liner | per Minumadai-shinsuikōen |
| 2 | ● Nippori-Toneri liner | per Nippori               |

## Stazioni adiacenti
| «                     | Servizio             | »                    |
| Nippori-Toneri Liner  | Nippori-Toneri Liner | Nippori-Toneri Liner |
| --------------------- | -------------------- | -------------------- |
| Nishiaraidaishi-nishi | -                    | Toneri-kōen          |